# Eurygarka
Eurygarka är ett släkte av tvåvingar. Eurygarka ingår i familjen fjärilsmyggor.
Kladogram enligt Catalogue of Life:
| Eurygarka | \| \| Eurygarka cyphostylus \| \| \| \| \| \| Eurygarka nelderi \| \| \| \| |
|           | \| \| Eurygarka cyphostylus \| \| \| \| \| \| Eurygarka nelderi \| \| \| \| |
|           | Eurygarka cyphostylus                                                       |
|           |                                                                             |
|           | Eurygarka nelderi                                                           |
|           |                                                                             |